# Gobles (Míchigan)
Gobles es una ciudad ubicada en el condado de Van Buren en el estado estadounidense de Míchigan. En el Censo de 2010 tenía una población de 829 habitantes y una densidad poblacional de 309,85 personas por km².

## Geografía
Gobles se encuentra ubicada en las coordenadas 42°21′42″N 85°52′39″O / 42.36167, -85.87750. Según la Oficina del Censo de los Estados Unidos, Gobles tiene una superficie total de 2.68 km², de la cual 2.68 km² corresponden a tierra firme y (0%) 0 km² es agua.

## Demografía
Según el censo de 2010, había 829 personas residiendo en Gobles. La densidad de población era de 309,85 hab./km². De los 829 habitantes, Gobles estaba compuesto por el 93.12% blancos, el 0.6% eran afroamericanos, el 0.24% eran amerindios, el 0% eran asiáticos, el 0% eran isleños del Pacífico, el 1.69% eran de otras razas y el 4.34% pertenecían a dos o más razas. Del total de la población el 4.95% eran hispanos o latinos de cualquier raza.